# Schlossdiebe zu Berlin
Als Schlossdiebe zu Berlin werden Valentin Runck und Daniel Stieff bezeichnet, die im 18. Jahrhundert zahlreiche Wertgegenstände aus dem Berliner Schloss entwendeten und dafür am 8. Juni 1718 hingerichtet wurden.

## Geschichte
Valentin Runck war seit 1701 Hofkastellan im Berliner Schloss, als oberster Verwalter. Ab 1713 entwendete er nach eigenen Angaben zusammen mit dem  Hofschlosser Daniel Stieff verschiedene Gegenstände aus dem königlichen Besitz, vor allem Münzen und Schmuck, aber auch Stoffe. Dieser hatte Schlüssel für den königlichen Tresor und die Münzsammlung angefertigt. Beide stahlen so mindestens 20.000 Reichstaler.
Anfang 1718 wurde Daniel Stieff verhaftet, nachdem er versucht hatte, einige wertvolle Münzen einem Juwelier zu verkaufen. Er leugnete aber jeden Diebstahl und behauptete, die Stücke von einem Juden erhalten zu haben. Auch unter Folter blieb er bei seiner Darstellung. Bei einer Revision der Münzsammlung durch den neu ernannten Vorsteher Maturin Veyssière de La Croze wurde das Ausmaß des Diebstahls deutlich. Bald wurde auch der Hofkastellan Valentin Runck verdächtigt und verhaftet. Dieser gestand zahlreiche Taten.
König Friedrich Wilhelm I. war über die Diebstähle und den Vertrauensbruch seiner Bediensteten so erbost, dass er eine Hinrichtung durch das Rad mit verschiedenen Torturen, etwa das Foltern mit glühenden Eisen auf dem Weg zur Hinrichtung, anordnete. Diese wurde am 8. Juni 1718 auf dem Galgenberg nördlich von Berlin vollstreckt. Zu dem Schauspiel erschienen mehrere tausend Menschen. Um Nachahmer von der Tat abzuhalten, wurde wenig später auf Anordnung des Königs ein Flugblatt mit der Darstellung der Delinquenten und ihrer Hinrichtung in Umlauf gebracht.